# Tropheus moorii
Cá ali gấu trúc (Danh pháp khoa học: Tropheus moorii) là một loài cá trong họ Cichlidae sinh sống ở những vùng nước ven bờ đá của hồ Tanganyika, châu phi. 

## Đặc điểm
Kích thước tối đa của chúng có thể lên đến 13 cm, màu sắc chủ đạo là đen, vàng. Cơ thể chúng bao gồm một thân mình đen với một dải màu vàng ở giữa người. Những khi bị kích động, dải màu vàng này sẽ biến mất. Giống như tất cả những con cá trong chi Tropheus, chúng cực kỳ hung dữ với những con cá đồng loại, và nên được nuôi trong một nhóm có nhiều hơn 6 cá thể.
Chúng ăn thực vật và là một loài cá ấp trứng miệng. Sinh sản và nhân giống chúng khó hơn nhiều so với những loài Cichlid khác. Cá cũng rất chậm phát triển và khó xác định giới tính. Chúng cần vài năm để có thể trưởng thành và sinh sản. Những con cá Moorii đực thướng lớn nhanh hơn con cái và màu sắc cũng thẫm hơn. Để tăng khả năng nhân giống, trong các trại cá nên nuôi một con đực với 5 hoặc sáu con cá cái. Cá thích nhiều hang động để chúng ấp trứng. Trứng được ấp 28 ngày thì nở thành cá con. Trong giai đoạn này nên cho cá con những thức ăn mềm mịn, rong biển, rau diếp. Có thể bổ sung thêm các loại thịt để cá có đầy đủ Protein.